# David Viñas i Piquer
David Viñas i Piquer (Barcelona, 1968) és professor titular de Teoria de la Literatura i Literatura Comparada a la Universitat de Barcelona i autor de diversos articles sobre estudis literaris. Ha publicat llibres com Historia de la Crítica Literaria (Ariel, 2002), Hermenéutica de la novela en la teoría literaria de Francisco Ayala (Alfar, 2003) o El enigma best-seller (Ariel, 2009). El 2013 va publicar Josep Pla i l'invent «Costa Brava», amb l'editorial A Contra Vent, sobre la visió que tenia Josep Pla de la Costa Brava. També ha publicat un assaig sobre com afrontar l'obra de Jorge Luis Borges sense por, Sin miedo a Borges (Elba editorial). El 7 de gener de 2022 va publicar la seva primera novel·la, Quédate más tiempo (Destino, 2022).